# Arkadij Alski
Arkadij Osipowicz Alski (ros. Арка́дий О́сипович А́льский, ur. 1892 w Rożyszczu, zm. 4 listopada 1936) – rosyjski rewolucjonista, radziecki działacz państwowy.

## Życiorys
Urodził się w rodzinie żydowskiej. Miał wykształcenie niepełne wyższe, w 1917 wstąpił do SDPRR(b), od 1917 prowadził działalność partyjną w Woroneżu i Litewsko-Białoruskiej SRR, później do października 1921 kierował Wydziałem Ewidencyjno-Dystrybucyjnym KC RKP(b), w 1921 został zastępcą ludowego komisarza finansów RFSRR i członkiem Kolegium Ludowego Komisariatu Finansów RFSRR. Następnie do 1927 był zastępcą ludowego komisarza finansów ZSRR i członkiem Kolegium Ludowego Komisariatu Finansów ZSRR, potem zastępcą zarządcy trustu "Karabugazchim". 4 lutego 1936 został aresztowany, później skazany na śmierć przez Wojskowe Kolegium Sądu Najwyższego ZSRR pod zarzutem udziału w kontrrewolucyjnej organizacji terrorystycznej i rozstrzelany. Jego prochy złożono na Cmentarzu Dońskim. 13 czerwca 1988 pośmiertnie zrehabilitowany.